# Hammurabi II
Hammurabi II va ser un rei de Iamkhad de mitjans del segle xvii aC molt poc conegut. Probablement va regnar després d'Irkabtum.
Segurament va tenir un regnat breu, i de vegades es confon amb Hammurabi III que els annals del rei hitita Hattusilis I mencionen com el fill del rei de Iamkhad. Només es menciona el seu nom en unes tauletes trobades a Alalakh que diuen: "Any d'Hammurabi, rei de Iamkhad", i sembla que va ser rei abans de la destrucció de la ciutat per les conquestes hitites d'Hattusilis I i de Mursilis I.
No se sap res del seu regnat, però és possible que ocupés el tron abans de Yarim-Lim III, que va regnar després de la destrucció del regne de Iamkhad, però això també està en discussió.